# Nikolaï Ivanovitch Lobatchevski
Nikolaï Ivanovitch Lobatchevski (en russe : Николай Иванович Лобачевский), né le 1er décembre 1792 à Nijni Novgorod et mort le 24 février 1856 à Kazan, est un mathématicien russe, inventeur d'une géométrie non euclidienne. Son nom a été donné à l'université d'État de Nijni Novgorod.

## Biographie

### Jeunesse
Nikolaï Ivanovitch Lobatchevski est né dans la ville russe de Nijni Novgorod au sein d'une famille modeste. Son père, Ivan Maximovitch Lobatchevski, travaille dans une petite agence qui s'occupe de l'inspection de terres, et sa mère, Praskovia Alexandrovna, est une femme intelligente et très préoccupée par l'éducation de ses enfants. Son père meurt quand il a sept ans (1800) et, cette même année, la famille déménage à Kazan, une ville qui est également un centre administratif important de la Russie. Le niveau culturel de ses habitants étant plutôt faible, le régime tsariste fonde des établissements éducatifs dans le but d'inculquer aux populations musulmane et païenne les enseignements orthodoxes. C'est surtout le Gymnasium de Kazan (école d'enseignement secondaire) qui décide la veuve Praskovia Alexandrovna à emménager dans cette ville avec ses trois enfants afin qu'ils reçoivent la meilleure éducation possible. Le Gymnasium impérial ouvert en 1798 est doté d'une excellente bibliothèque, son programme scolaire très ambitieux compte les matières suivantes : langues (latin, français, allemand, tatar), logique, philosophie pratique, géométrie, trigonométrie, hydraulique, mécanique, physique, chimie, histoire naturelle, architecture civile, mesures agricoles, droit politique, artillerie, tactique, art des fortifications, dessin, escrime et danse. Ces enseignements répondent aux besoins des classes privilégiées qui souhaitent préparer leurs enfants à des carrières de militaires et de fonctionnaires. En novembre 1802, on fait passer aux trois frères Lobatchevski — Nikolaï, Alexis et Alexandre — des tests de connaissances très exigeants et des examens d'entrée d'une grande difficulté dont ils viennent brillamment à bout. La famille n'a pas les moyens de payer les frais de scolarité des trois enfants, mais ceux-ci bénéficient de bourses accordées par les autorités. Dans l'atmosphère austère du gymnasium, Nikolaï Lobatchevski fait la connaissance d'un jeune professeur de mathématiques, Grigori Ivanovitch Kartatchevski, adepte des ouvrages des plus célèbres mathématiciens de l'époque, et tout particulièrement du livre Éléments de géométrie du Français Adrien-Marie Legendre, publié en 1794. Au cours de l'été 1807, Lobatchevski termine ses études au Gymnasium et intègre l'université de Kazan avec un dossier scolaire remarquable. À l'âge de quinze ans, il est déjà capable de lire des publications scientifiques en français, en allemand et en latin. Et si, dans un premier temps, il a l'intention de se diriger vers des études de médecine, il change rapidement d'orientation pour s'attaquer à l'étude des mathématiques.

### Étudiant à l'université de Kazan
Le mathématicien et astronome Stepán Roumovski est nommé au poste de protecteur du district de formation de Kazan. La venue de célèbres professeurs étrangers au sein de l'équipe pédagogique est à mettre à son crédit. Parmi ceux-ci, on peut citer l'Allemand Martin Bartels, mathématicien de premier plan et excellent pédagogue. Bartels connaissait personnellement le célèbre mathématicien et physicien allemand Carl Friedrich Gauss, qu'il avait croisé à l'université allemande de Göttingen. Il passe douze ans à l'université de Kazan, au cours desquels il enseigne différentes disciplines telles que l'analyse, la géométrie et la mécanique analytique. Il supervise également la mise en place de cours spéciaux pour les étudiants les plus doués, parmi lesquels se trouve Lobatchevski. Son texte de référence est le Traité du calcul différentiel et du calcul intégral, composé de trois volumes écrits entre 1797 et 1800 par Sylvestre-François Lacroix. De plus, Bartels est un fidèle partisan des livres de Leonhard Euler et du Traité de trigonométrie rectiligne et sphérique de l'Italien Antonio Cagnoli. Dans le cadre des cours spéciaux, auxquels Lobatchevski assiste assidûment, Bartels se consacre à l'histoire des mathématiques et s'appuie pour ce faire sur l'Histoire des mathématiques (1754), un texte très célèbre à l'époque, écrit par le mathématicien français Jean-Étienne Montucla, qui y aborde en détail les Éléments d'Euclide et son fameux cinquième postulat. En plus de Bartels, l'université engage en 1810 Joseph Johann Littrow, professeur d'université en mathématiques et en astronomie à l'université de Cracovie, pour qu'il enseigne l'astronomie.
Nikolaï Lobatchevski entre à l'université de Kazan à l'âge de quinze ans, et il termine sa formation quatre ans plus tard, après avoir validé un grand nombre de matières : histoire antique, grec, latin, littérature russe, philosophie, histoire russe, géographie, statistique, arithmétique, algèbre, géométrie classique, géométrie analytique, calcul différentiel, calcul intégral, calcul des variations, mécanique, mécanique statique, statique des fluides, droit, physique, chimie, astronomie, aérostatique, histoire naturelle. Au contact de Bartels, il se découvre une grande passion pour les mathématiques. En 1811, il achève ses études avec d'excellentes notes dans la plupart des matières, et il sort de l'université diplômé en physique et en mathématiques. Il a aussi reçu une riche formation en astronomie,.

### Professeur à l'université de Kazan
L'empereur Alexandre Ier se méfie de l’influence exercée par la Révolution française sur les intellectuels et les considère comme une menace pour la religion orthodoxe. À cette période, Nikolaï Lobatchevski est soupçonné d'avoir participé à de nombreuses révoltes étudiantes, c'est pourquoi il est soumis à un examen de conduite qui lui cause de nombreux problèmes. Mais l'université ne peut se permettre de perdre un étudiant aussi talentueux. Durant une réunion du Conseil, qui doit décider d'engager de nouveaux enseignants, les professeurs allemands, et Bartels en particulier, proposent Lobatchevski au poste de maître sous condition de promettre de modifier son comportement. Le 3 août 1811, il est confirmé au poste de maître. Au cours de ses premières années d'exercice, l'influence du professeur Bartels est cruciale. Il initie le jeune enseignant aux grandes œuvres du XVIIIe siècle — dont le Traité de mécanique céleste (1799) de Laplace — et contemporaines, dont Disquisitiones arithméticae de Gauss. Lobatchevski est chargé du tutorat des élèves faibles en mathématiques et de l'instruction scientifique des fonctionnaires de différentes administrations. En 1812, le protecteur Roumovski meurt et son successeur Mikhaïl Saltykov s'attache à organiser des facultés avec de nouveaux programmes d'études, et à accorder une plus grande autonomie à l'université en séparant son Conseil  de celui du Gymnasium. Ces changements donnent naissance à un véritable centre d'enseignement supérieur, où Lobatchevski est nommé professeur adjoint de physique et de mathématiques (en 1814). Cette même année, le professeur Bartels est élu doyen de la faculté de physique et mathématiques. En juillet 1816, Lobatchevski, alors âgé de vingt-quatre ans seulement, est proposé par Bartels pour accéder au rang de professeur extraordinaire. Il est intéressant de se pencher sur ses notes de géométrie élémentaire correspondant à l'année académique 1816-1817 ; elles montrent incontestablement qu'il réfléchit déjà au problème de la démonstration du cinquième postulat euclidien sur les droites parallèles, en s'appuyant sur les quatre autres postulats. En suivant le modèle des recherches de Legendre, il construit d'abord une géométrie absolue dont les théorèmes sont indépendants du cinquième postulat. À cette époque, il essaie encore de démontrer le cinquième postulat comme conséquence des quatre autres.

### Années difficiles pour l'université
La fondation de la Sainte-Alliance et la nomination du prince Galitzine au poste de ministre de l'Éducation — dans le but de préserver l'ordre traditionnel — a pour conséquence d'entraver la vie intellectuelle dans l'Empire russe. En 1819, un membre de la direction des écoles de Russie, Magnitski, procède à une inspection et renvoie neuf professeurs, provoquant une vague de panique générale dans le corps enseignant. Et comme cela ne suffit pas, les étudiants sont soumis à un régime disciplinaire sévère. Avec ce nouveau protecteur, tous les professeurs se sentent observés voire persécutés. Mais Magnitski pense que « au sein de la faculté de physique et mathématiques, la section mathématiques mérite un intérêt particulier en raison de la valeur de ses professeurs. J'affirme que c'est la seule faculté bien organisée et offrant un enseignement de très bonne qualité [...] De l'avis général, le professeur Lobatchevski dispose d'excellentes connaissances ». Face à la tournure que prennent les événements, Bartels accepte une proposition pour donner des cours à l'université allemande de Dorpat, dans le gouvernement d'Estland. Ainsi, la faculté de physique et mathématiques commence peu à peu à perdre ses cerveaux. Magnitski propose à Lobatchevski la chaire de physique et astronomie pour remplir le vide laissé par Littrow, parti en 1816, et le professeur Nikolski se voit offrir la chaire de mathématiques. Avec le départ de Bartels, le poste de doyen de la faculté de physique et mathématiques se trouve vacant, et c'est à l'unanimité que Lobatchevski est choisi pour y être proposé et devient la clé de voûte de sa faculté.
Simultanément, sa valeur est également reconnue dans d'autres secteurs : il est demandé pour la plupart des projets, dans l'enseignement et dans l'administratif. Il est chargé d'organiser l'énorme bibliothèque centrale de l'université, il est nommé membre du comité de construction des bâtiments universitaires, il organise le laboratoire de physique et l'achat de nouveau matériel, il participe au projet de construction d'un observatoire astronomique, il est nommé rédacteur d'une revue universitaire Mémoires de l'université de Kazan, et prend part au comité chargé de la direction et du contrôle de l'activité enseignante dans tous les centres éducatifs du district de Kazan. Le fait le plus remarquable est qu'il continue d'étudier, de mener des recherches, d'écrire, de dispenser des cours etc. et est tout de même capable de créer les fondements de sa remarquable géométrie non-euclidienne.

### Premières recherches en géométrie
Afin que l'université de Kazan dispose de ses propres textes de référence, le protecteur Magnitski encourage les enseignants qui travaillent dans l'institution à écrire et publier une série de manuels. Le cours de géométrie proposé en 1823 par Lobatchevski est refusé par Nicolas Fuss, alors secrétaire permanent de l'Académie des sciences de Saint-Pétersbourg. Pour Lobatchevski, le système d'Euclide n'est pas un modèle à imiter, il essaie d'asseoir les fondements de sa géométrie sur de nouveaux principes dans le but d'améliorer les Éléments. Dans cette soif de profondeur, il faut citer les influences de d'Alembertet Adrien-Marie Legendre,.
Après l'insurrection décabriste de 1825, le protecteur Magnitski est relevé de ses fonctions et le recteur Fuchs révoqué. Lobatchevski présente sa candidature et est élu par ses camarades au poste de recteur le 3 mai 1827. Sous son rectorat, l’université devient florissante : il s'attache à réduire les tensions entre les professeurs, à améliorer l'ambiance parmi les étudiants, à enrichir le fonds de la bibliothèque, à construire des laboratoires de physique, chimie et anatomie, un nouvel observatoire astronomique, une imprimerie moderne et une station magnétique. Il crée une section de langues orientales au sein de l'école orientaliste de Kazan. Malgré ses lourdes tâches administratives, il enseigne de nombreuses branches mathématiques et physiques, trouve le temps de faire des conférences pour un large public et poursuit ses travaux originaux en géométrie et en algèbre.
En 1845, Lobatchevski est réélu, une fois encore, au poste de recteur de l'université de Kazan. Le protecteur du district étant muté à Saint-Pétersbourg, le poste lui incombe par intérim. Ainsi, il coiffe le chapeau de protecteur, celui de recteur et celui de professeur. Son intense vie universitaire prend fin en 1846, après trente années de professorat. À cinquante-trois ans, il devient professeur émérite et le Sénat le propose comme assistant du nouveau protecteur, lui refusant sciemment le poste de protecteur qu'il convoitait pour satisfaire son besoin d'entreprendre. Les tendances insurrectionnelles qui bourgeonnent dans le milieu universitaire inquiètent le pouvoir, qui l'écarte progressivement des responsabilités éducatives du protectorat et ne fait appel à lui qu'en cas de conflit et de désordre, auxquels il apporte toujours une solution grâce à son aura.

### Vie privée et mort

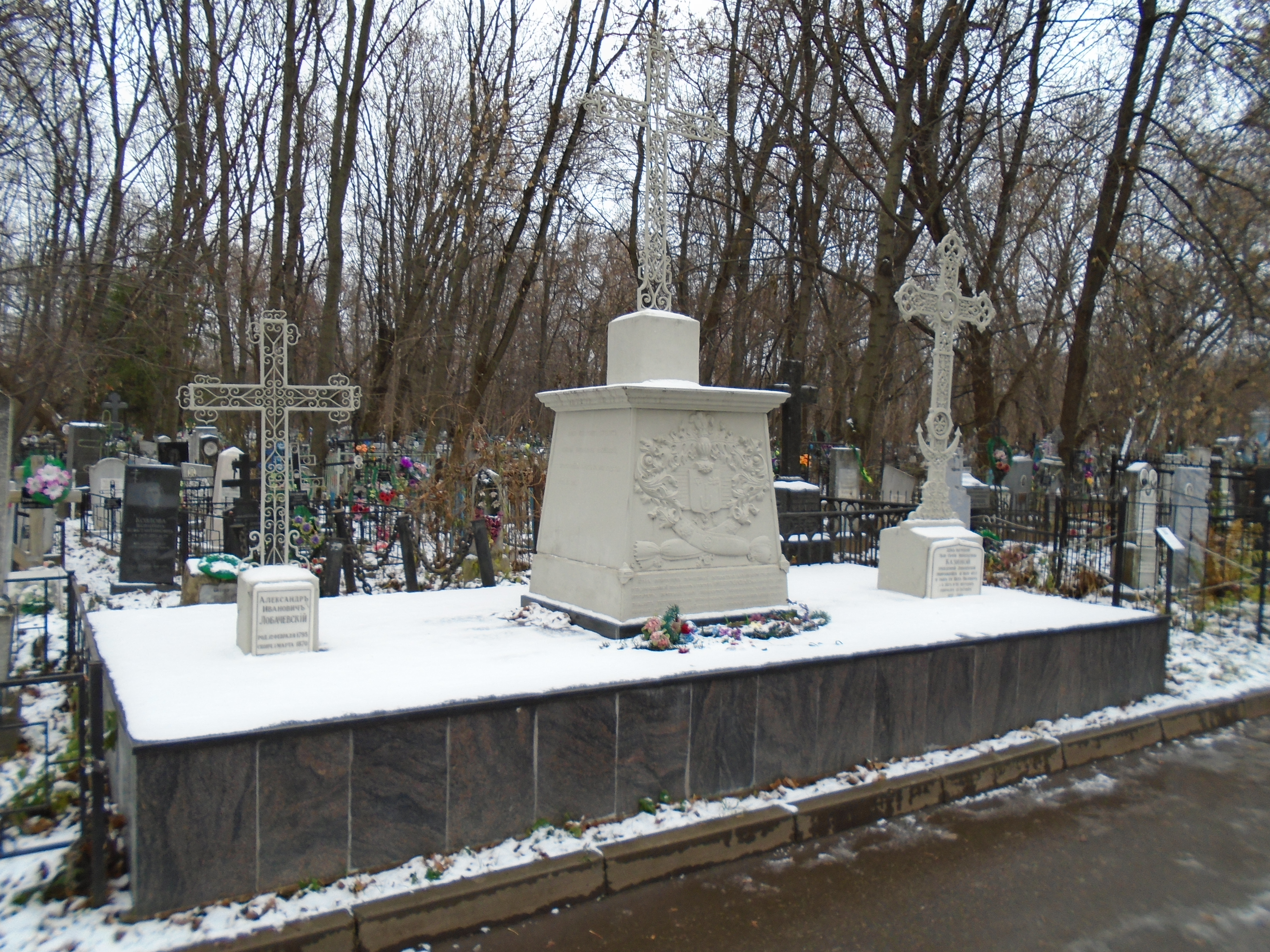
Sépulture familiale.

Au cours de sa vie d'étudiant, Lobatchevski vit dans une certaine précarité matérielle, mais une fois nommé professeur, sa vie est plus confortable. En 1832 — peu de temps avant son quarantième anniversaire — il épouse Varvara A. Moïsseïeva, une femme issue d'une famille aisée de Kazan, ce qui permet au couple de vivre confortablement. Certains historiens pensent qu'ils eurent sept enfants — quatre garçons et trois filles —, dont certains morts peu après la naissance et les survivants de santé délicate. Lorsqu'il quitte l'université en tant que recteur, son traitement s'en trouve diminué et la famille doit quitter l'appartement de fonction. Pour couronner le tout, sa femme tombe gravement malade ; peu après, le fils aîné du couple — qui est également le préféré du père — est emporté par la tuberculose. Cette série de malheurs, ajoutés au fait que l'ancien recteur est en train de perdre la vue, pèsent sur sa santé, qui se détériore rapidement. Tout cela coïncide avec le décès de plusieurs de ses enfants, la saisie de quelques biens qu'il possède dans les environs de Kazan, et l'apparition d'une sclérose précoce. Il meurt le 24 février 1856 à Kazan et est enterré au cimetière Arskoïe.

## Géométrie de Lobatchevski
Grâce aux Mémoires de l'université de Kazan, il a l'occasion d'expliquer les procédés et calculs qu'il a réalisés. Après plusieurs publications en russe, Lobatchevski publie en français en 1837 l'article Géométrie imaginaire dans lequel il présente une géométrie non euclidienne, appelée géométrie hyperbolique, avec comme point de départ non pas une axiomatique, mais un ensemble de formules trigonométriques dans lesquelles le rayon de la sphère est un nombre imaginaire. Il applique ensuite cette géométrie à des calculs d'intégrales définies pour déterminer le volume de certains corps solides.
Tout au long de la décennie 1830-1840, il cumule ses immenses obligations administratives avec ses recherches sur la fameuse « géométrie imaginaire ». En 1840, est imprimé à Berlin, son ouvrage en allemand Untersuchungen zur theorie der parallellinien, trente-sept propositions qui permettent à la communauté mathématique de découvrir ses idées révolutionnaires dans le domaine de la géométrie. À la fin de la 37e proposition, Lobatchevski commente que la géométrie ordinaire est un cas particulier (limite) de la géométrie imaginaire.
Durant toute sa carrière, Lobatchevski publie de nombreux textes sur la géométrie non euclidienne, en russe, en français, en allemand mais il n'a été reconnu que très tardivement lorsque fut publiée la correspondance entre Carl Friedrich Gauss et Heinrich Christian Schumacher dans laquelle Gauss dit le plus grand bien de Lobatchevski. De son vivant, Lobatchevski devancera János Bolyai sur les principes de la géométrie non euclidienne (1829) ainsi que Gauss qui, lui, ne publiera pas ses résultats.
Une des œuvres majeures de Lobatchevski est La Pangéométrie où, en quelque sorte, il fait un bilan de toutes ses découvertes. Une nouvelle édition de ce livre, avec notes et commentaires, a été publiée en 2010 par la Société mathématique européenne.

## Œuvres non géométriques de Lobatchevski
Le travail de Lobatchevski sur des sujets sans relation directe avec la géométrie est également profond et intéressant. Des œuvres en naissent : Sur l'origine et la propagation du son dans l'air (1823) et Sur la résonance ou la vibration réciproque des colonnes d'air (1828), publiés en russe, Sur la température moyenne de l'air et du sol dans certains endroits de la Russie orientale (1829). Cinq ans plus tard, il écrit un livre d'une grande importance, L'Algèbre ou le calcul des finaux (1834), qui lui crée une bonne réputation. Cette même année, il fait connaître ses réflexions sur un cas particulier des équations binomiales à travers un travail intitulé « Réduction du degré de l'équation binomiale lorsque l'exposant moins un est divisible par 8 » (1834). Un texte qui est, sans aucun doute, à la hauteur des grands livres sur l'algèbre qui existaient à l'époque : Algèbre de Leonhard Euler et Cours d'analyse algébrique de Cauchy. Mais il écrit : « La solution générale d'équations de degrés supérieurs à quatre n'a pas encore été trouvée », ce qui prouve qu'il ignorait l'existence du mémoire de Niels Henrik Abel, paru en 1829.

## Lobatchevski pédagogue
Lobatchevski enseigne à l'université de Kazan durant trente-cinq ans, pendant lesquels il dispense pratiquement tous les cours à contenu mathématique, et plusieurs autres matières scientifiques : mécanique, astronomie et physique. Chaque année, il est chargé de l'enseignement d'au moins deux ou trois matières différentes. De l'avis de la majorité de ses étudiants, c'est un excellent professeur. Ses cours, ses conférences et les présentations qu'il réalise sont accessibles à toute personne disposant d'un bagage intellectuel minime. Un de ses meilleurs élèves écrit à son sujet : « En général, il ne parlait pas de la même façon qu'il écrivait. Si ses ouvrages se distinguent par une langue concise et pas toujours claire, dans ses cours, il apportait une grande attention à son expression afin qu'elle soit la plus claire possible. Ainsi, il résolvait d'abord les problèmes particuliers grâce à la méthode synthétique, et passait ensuite à la démonstration des propositions générales par la méthode analytique. Il ne se souciait pas trop des mécanismes de calcul, mais accordait la plus grande importance à la précision des concepts ». À l'instar de cet élève, la majorité des personnes disent que la présentation de la matière est très organisée, sans hâte. De ce fait, il est très facile de prendre des notes, car il ne laisse rien au hasard.

## Publications
- 1840 : (de) Geometrische Untersuchungen zur Théorie der Parallellinien trad. française par Jules Hoüel en 1866 sous le titre Études géométriques sur la théorie des parallèles, rééditée en 1895 dans Recherches géométriques sur la théorie des parallèles puis en 1980 dans La théorie des parallèles, Librairie scientifique et technique Albert Blanchard (lire en ligne sur Gallica). trad. anglaise par G. B. Halsted en 1891, en 1914 puis en supplément de la réédition de (en) Roberto Bonola, Non-Euclidean Geometry : a critical and historical study of its development, Dover Publications, 1955 (1re éd. 1912)
- 1855 : Pangeometry première édition en russe, édition française en 1856 sous le titre Pangéométrie ou Précis de géométrie fondée sur une théorie générale et rigoureuse des parallèles.  En anglais Nikolai I. Lobachevsky, Pangeometry, traduit et édité par A. Papadopoulos,  Heritage of European Mathematics Series, vol. 4, European Mathematical Society, 2010.

## Honneurs
Lobatchevski est salué pour son travail de recteur : 
- en 1833, il est nommé Conseiller de l'État et décoré de l'ordre de Saint-Stanislas (de troisième classe)
- en 1836, il reçoit la médaille de l'ordre de Sainte-Anne
- en 1838, on lui octroie un titre nobiliaire, accompagné d'armoiries et d'une dot à vie
- en 1842, il est proposé comme membre d'honneur de la Société scientifique de Göttingen, à l'initiative de Carl Friedrich Gauss
- en 1844, on lui attribue l'ordre de Saint-Stanislas (de première classe)[24]